# Frank Beattie
Frank Whitfield Beattie (Stirling, 17 ottobre 1933 – 19 novembre 2009) è stato un allenatore di calcio e calciatore scozzese, di ruolo centrocampista.

## Biografia
Prima di cominciare l'attività di calciatore, lavorò come minatore quindi, al termine della carriera di allenatore di squadre professioniste, gestì per vent'anni un'edicola. Morì il 19 novembre 2009 per complicazioni legate alla malattia di Parkinson, di cui soffriva da oltre dieci anni.

## Carriera
Ha totalizzato 600 presenze (di cui 422 in campionato e 2 in Coppa dei Campioni) con la maglia del Kilmarnock fra il 1953 e il 1972, indossando la fascia di capitano durante la stagione 1964-1965, in cui il Killie vinse l'unico titolo nazionale del suo palmarès.
Conclusa l'attività di calciatore, intraprese la carriera di allenatore guidando dapprima l'Albion Rovers e lo Stirling Albion in seconda divisione del per poi assumere la guida tecnica di alcune squadre amatoriali.

## Palmarès

### Club

#### Competizioni nazionali
- Campionato scozzese: 1

1964-1965